# エンドレス・ロード
『エンドレス・ロード』は、1977年6月にリリースされたアリスの3枚目のライブ・アルバム。

## 解説
1977年3月25日〜28日に新宿厚生年金大ホールで行われた「アリス結成5周年記念ライブ」を収録したアリス初となる2枚組のライブ・アルバム。
アリスの楽曲だけでなく、谷村新司・堀内孝雄のソロ楽曲も存分に収録されている。
2001年に初CD化され、2006年（紙ジャケット仕様）にもリリースされている。
CDではDISC 1にSIDE AとSIDE B、DISC 2にはSIDE CとSIDE Dを収録。

## 収録曲

### SIDE A
1. メドレー
  - イントロダクション　作曲:青木望
  - アリスの飛行船　作詞・作曲:谷村新司
  - 走馬燈　作詞:堀内孝雄／作曲:谷村新司
  - 面影　作詞・作曲:谷村新司
  - 羊飼いの詩　作詞:谷村新司／作曲:堀内孝雄
  - ブラウンおじさん〜“演歌”ブラウン　作詞・作曲:谷村新司
  - 僕の想うこと　作詞・作曲:矢沢透
  - 好きじゃないってさ　作詞・作曲:谷村新司
  - あなたのために　作詞・作曲:谷村新司

### SIDE B
1. 忘れかけていたラブ・ソング　作詞:中村行延／作曲:堀内孝雄
2. ページ99　作詞:中村行延／作曲:堀内孝雄
3. 僕を育ててくれたあなたへ　作詞:中村行延／作曲:堀内孝雄
4. 矢沢透のコーナー
5. 引き潮　作詞・作曲:谷村新司
6. ハーバー・ライト　作詞・作曲:谷村新司
7. 春雷のあとで　作詞・作曲:谷村新司

### SIDE C
1. メドレー
  - ポイント・アフターの夜　作詞・作曲:谷村新司
  - 飛び立てジェット・プレーン　作詞:中村行延／作曲:堀内孝雄
  - 熱い吐息　作詞・作曲:谷村新司
  - 最後のアンコール　作詞:矢沢透／作曲:堀内孝雄
  - もう二度と･･･　作詞・作曲:谷村新司
2. ロンリー・ロンサム・ナイト　作詞:中村行延／作曲:堀内孝雄
3. 砂の道　作詞・作曲:谷村新司

### SIDE D
1. 遠くで汽笛を聞きながら　作詞:谷村新司／作曲:堀内孝雄
2. 今はもうだれも　作詞・作曲:佐竹俊郎
3. 帰らざる日々　作詞・作曲:谷村新司
4. さらば青春の時　作詞・作曲:谷村新司